# زقة الرمل القشرية
زقة الرمل القشرية (الاسم العلمي: Ammocrypta vivax)، نوع من أسماك المياه العذبة من جنس زقة الرمل وفصيلة أسماك الفرخ. متوطنة في جنوب شرق الولايات المتحدة. توجد في منطقة سهل ساحلي من حوض نهر المسيسيبي.